# Ängstigerfluga
Ängstigerfluga (Temnostoma bombylans) är en blomfluga som tillhör släktet tigerblomflugor.

## Kännetecken
Ängstigerflugan är en stor långsmal blomfluga som blir mellan 13 och 17 millimeter lång. Bakkroppen har en svart grundfärg med ett antal gula band vilket gör flugan väldigt getinglik. Hanen har tre gula band på bakkroppen medan honan har fyra band. Även ryggskölden är svart med gula teckningar. Mellan och bakbenen är huvudsakligen gula medan frambenen är nästan helt svarta. Vid fara sträcker de fram benen så att de liknar en getings långa svarta antenner.

## Levnadssätt
Ängstigerfluga lever i närheten av fuktiga marker med tillgång till multnande ved av främst björk och asp där larven lever i hård fuktig ved. Larvutvecklingen tar minst två år. De vuxna flugorna ses ofta sittande på lågor eller när de besöker olika slags blommor, till exempel olvon, kirskål, hundkäx och hagtorn. Flygtiden varar från slutet maj till början av augusti.

## Utbredning
Ängstigerfluga finns i Sverige från Skåne till Uppland och är numera inte ovanlig. Den finns även Danmark och i stora delar av Central och Östeuropa samt i Marocko.

## Etymologi
Det vetenskapliga namnet bombylans betyder brummande på latin.